# Mosteiro de Disibodenberg
O Mosteiro de Disibodenberg foi um mosteiro da Alemanha, fundado sobre a tumba de São Disibod no século VIII.
Nos séculos IX e X o edifício foi atacado pelos normandos e magiares, acabando por destruí-lo. No século XI foi restaurado, recebeu as relíquias de São Disibod, foi ampliado e enriquecido, e passou a ser administrado pelos beneditinos. No século XII os monges permitiram a construção de um pequeno eremitério feminino anexo, regido por Jutta von Sponheim, e onde ingressou na vida religiosa Santa Hildegard von Bingen. O eremitério cresceu e se tornou quase um novo mosteiro, continuando a ser supervisionado pelos monges de Disibodenberg, mas em meados do século a seção feminina foi abandonada, quando Hildegard levou suas monjas para o Mosteiro de Rupertsberg, mas a seção masculina permaneceu em atividade e foi ainda mais ampliada no século XIII.
No fim do século XV guerras locais devastaram a região e o mosteiro foi saqueado, e durante a Reforma Protestante o mosteiro foi dissolvido, as propriedades passaram para o Estado, e novas guerras entre os séculos XVI e XVIII finalmente destruíram os edifícios. Em 1809 as ruínas foram adquiridas pelas famílias Großarth e Gutenberger, que desmantelaram várias partes ainda visíveis e aproveitaram o material de construção, mas em meados do século XIX o local foi transformado em ponto turístico, e o que restava das ruínas foi preservado. No século XX a área foi declarada de interesse histórico e arqueológico, passando novamente para as mãos do Estado, as ruínas foram restauradas e consolidadas e sua administração foi confiada à Fundação Scivias, que ergueu um museu e uma capela dedicados a Santa Hildegard em uma área adjacente.